# Nakamichi
Nakamichi K.K. (en japonés ナカミチ株式会社, Nakamichi Kabushiki gaisha) es un fabricante japonés de productos electrónicos de consumo, pionero en el desarrollo de magnetófonos de casete de alta calidad.

## Inicios
La compañía fue fundada en 1948 por Etsuro Nakamichi en Tokio, con el nombre de Nakamichi Research. Inicialmente se centró en el electromagnetismo, la tecnología de la grabación magnética, la acústica y las comunicaciones. En sus primeros años, la empresa realizó trabajos de investigación bajo contrato para el gobierno, las universidades y la industria. Los magnetófonos de bobina abierta desarrollados por Nakamichi eran vendidos por otras grandes marcas, hasta que con el desarrollo del casete, la compañía inició la fabricación de magnetófonos de alta calidad, en ocasiones todavía para otras grandes empresas.

## Pionero en tecnología de casetes

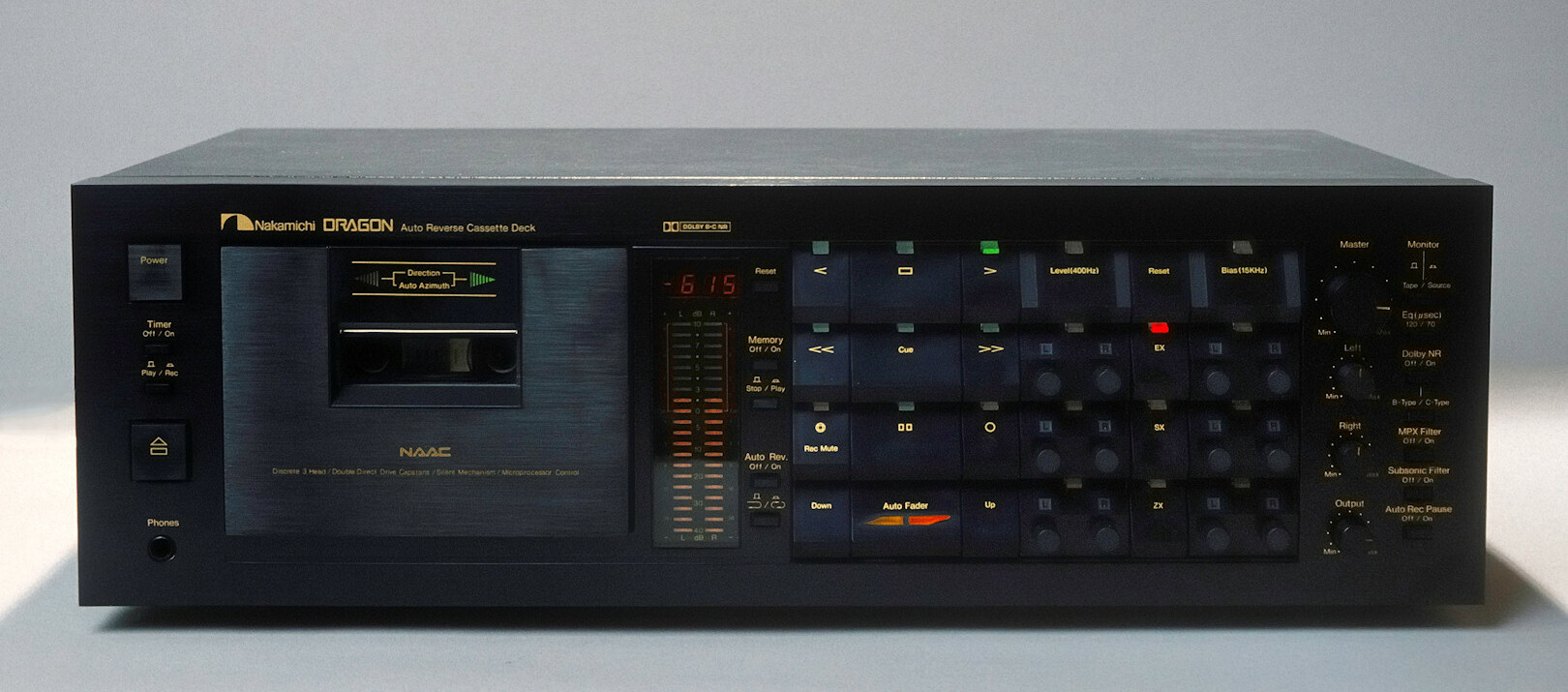
El modelo superior, el Nakamichi Dragon, fue considerado uno de los mejores reproductores de casetes estéreo de gama alta en la década de 1980

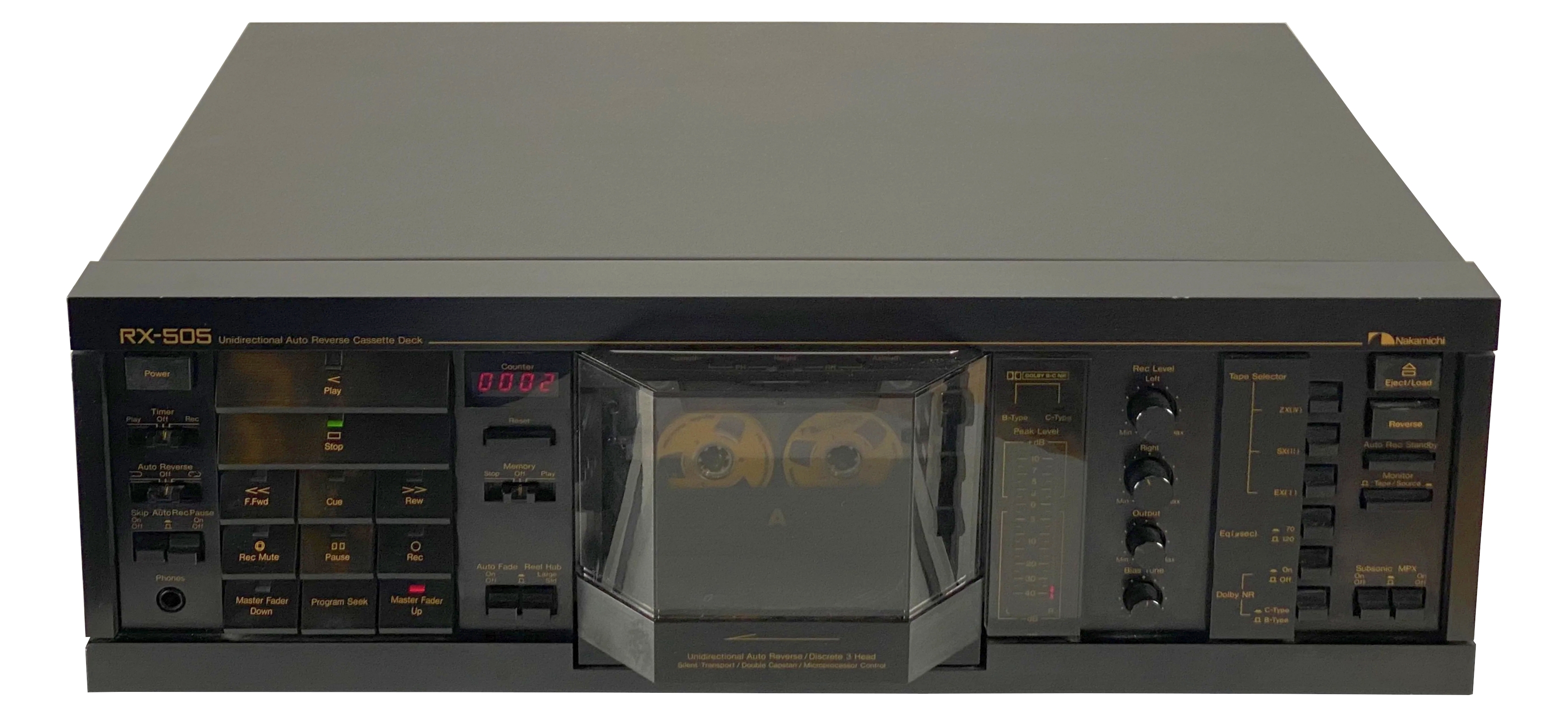
Reproductor de casetes Nakamichi RX 505 con retroceso automático (auto-reverse), en el que un mecanismo especial giraba el casete completo al llegar al final de la cinta

En 1973, Nakamichi se convirtió en uno de los primeros fabricantes en introducir grabadoras con tres cabezales separados, la Nakamichi 1000 y la Nakamichi 700. Esto hizo posible la gestión directa del magnetófono, permitiendo escuchar o comprobar la señal de música grabada mientras la grabación estaba en curso. Además, el diseño hacía posible mejorar la calidad del sonido, porque los cabezales de grabación y los de reproducción requieren diferentes espacios de aire con respecto a la cinta. En los Estados Unidos, estas dos grabadoras recibieron la denominación Tri-Tracer para llamar la atención sobre la nueva tecnología.
En la década de 1980, el dispositivo más famoso de Nakamichi era la pletina de casete "Dragon", que utilizaba tres cabezales con un ajuste de acimut automático del cabezal de reproducción. Esto significaba que las grabaciones con un error de acimut, por ejemplo, procedentes de dispositivos de terceros, se podían reproducir con una alta calidad. Esta técnica fue desarrollada originalmente por Marantz, pero a diferencia de su sistema piezoeléctrico, Nakamichi usó servomotores eléctricos convencionales.
Otra especialidad exclusiva en Nakamichi fueron las llamadas pletinas de casete UDAR (Uni Direccional Auto Reverse) de la serie RX. A diferencia de los dispositivos autorreversibles convencionales, el cabezal no se giraba al final de la cinta con presionar un botón, de forma que la dirección de la cinta se invertía al mismo tiempo, sino que se giraba el casete completo mediante un mecanismo especial, que lo situaba en una carcasa de plástico transparente donde lo cambiaba de cara y lo volvía a colocar en la posición de lectura con enorme rapidez, invirtiendo en el proceso un tiempo equivalente al cambio de dirección de la correa de transmisión en los dispositivos convencionales. Esta tecnología presentaba dos ventajas: por un lado, se reducía la distorsión de sincronización en los primeros segundos de lectura, y por otro lado, el cabezal de sonido estaba montado en una posición fija permanente, lo que beneficiaba la precisión del azimut.

## Otros tipos de dispositivos

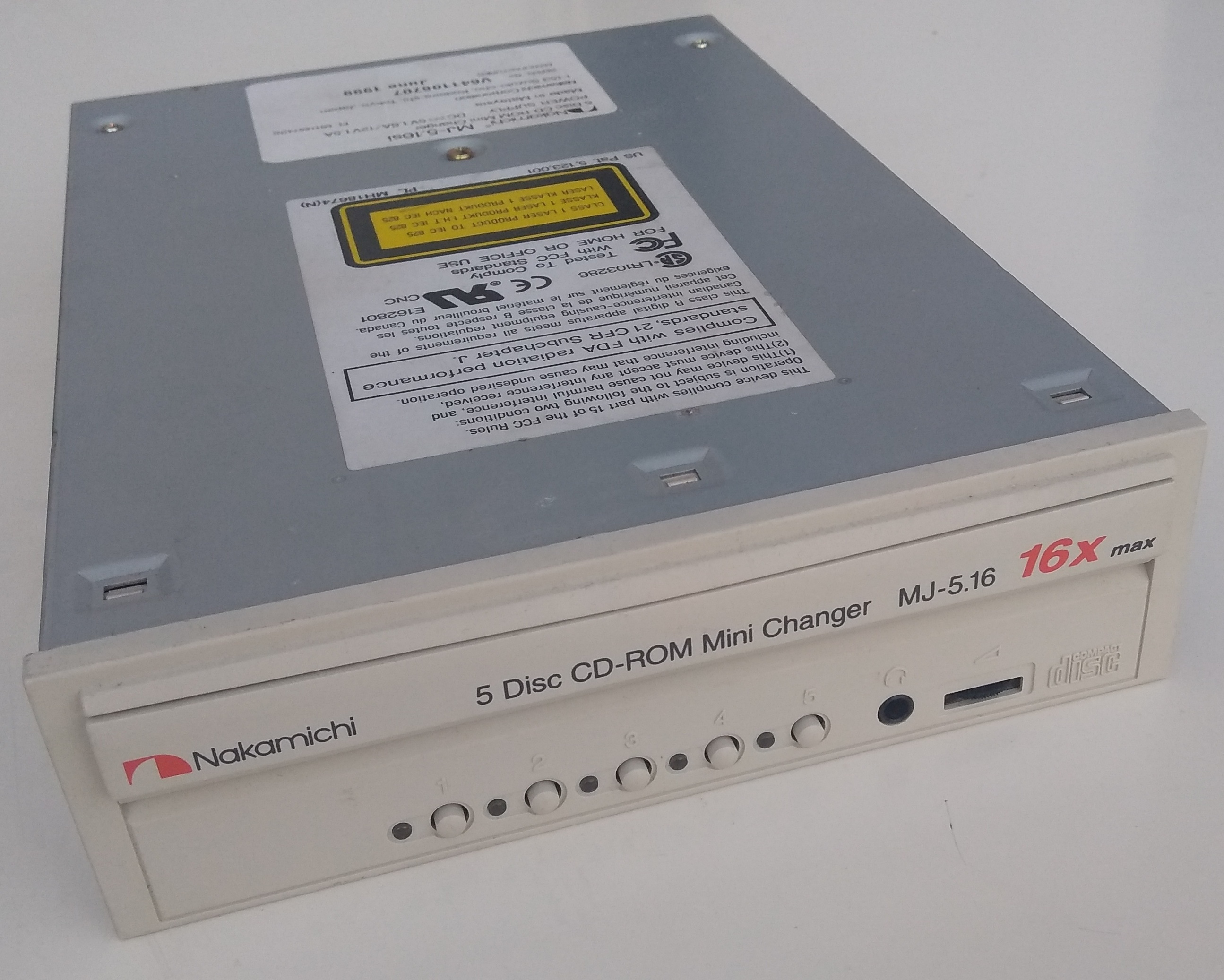
Small Computer System Interface. Cambiador de CD de 5 unidades

En la década de 1980, Nakamichi también fabricó todos los demás componentes de los equipos estereofónicos típicos de la época, pero a pesar de su alta calidad, nunca llegaron a ser tan conocidos y populares como las pletinas de casete. Como explicación del escaso éxito en el mercado de estos componentes, se menciona su aspecto demasiado futurista y un diseño bastante sobrio con formas geométricas angulares, en el que los dispositivos eran casi completamente negros. Otros fabricantes de productos de alta fidelidad de alto precio, como Luxman, habían sido capaces de satisfacer mejor los gustos de los consumidores con sus productos. Además, Nakamichi nunca ofreció una amplia gama de dispositivos en diferentes rangos de precios, como sí hicieron otros fabricantes.
El costoso equipo incluía el tocadiscos TX-1000, con un sofisticado sistema de compensación controlado electrónicamente, receptor, sintonizador, lector de CD, amplificador, altavoces y combinaciones de preamplificador y amplificador de potencia independientes.
Muchos de estos dispositivos de segunda mano todavía tienen demanda en la actualidad. Por ejemplo, el amplificador de potencia PA-7e de 27 kg de finales de la década de 1980 con 330 vatios de salida sinusoidal a 4 ohmios, para lo que se utilizó una licencia de Threshold. El amplificador de potencia y el preamplificador asociado CA-7e se siguen vendiendo hoy en día a precios muy superiores a los 1000 euros cada uno.
Nakamichi también construyó cambiadores de CD para CD-ROM en la década de 1990. Estos dispositivos tenían hasta 7 CD y se gestionaban a través de una conexión Small Computer System Interface.

## Dificultades económicas de la década de 1990
En la década de 1990, las grabadoras de casete fueron expulsadas gradualmente del mercado por los sistemas de grabación y reproducción de sonido, digitales, primero por los CD grabable y más tarde por la tecnología MP3. Con la caída de las ventas de pletinas de casete, la principal fuente de ingresos de la compañía entró en crisis.
La empresa también estuvo representada en el mercado europeo hasta 1993, pero luego se retiró debido a problemas de ventas y distribución. En 1997 sería absorbida por The Grande Holdings Ltd. con sede en Hong Kong, que también posee las marcas Akai y Sansui.
El 19 de febrero de 2002, la compañía se declaró en quiebra en virtud de la Ley de Reactivación Civil (民事再生法,  minji-saisei-hō) con una deuda de 20.000 millones de yenes (170 millones de euros). La filial de ventas Nakamichi Hambai K.K. (ナカミチ販売株式会社) . quedó excluida de esta operación.
En junio de 2006, Nakamichi construyó su primer reproductor de DVD portátil con pantalla LCD incorporada Lumos.
El 31 de mayo de 2008, Nakamichi Hambai dejó de vender productos con la marca Nakamichi y pasó a prestar solo servicio de postventa, mientras que la propia Nakamichi desarrolló televisores de plasma y LCD exclusivamente para el mercado de exportación.
Mientras tanto, la empresa se ha convertido en un conocido fabricante de equipos de alta fidelidad para automóviles, que utilizan principalmente los fabricantes de automóviles japoneses.
En 2014, Nakamichi presentó una combinación de preamplificador/amplificador de potencia 7.1, el AV1/AVP1.